# إيرينا شوتسكا
إيرينا شوتسكا (بالأوكرانية: Ірина Шуцька) مواليد 5 مارس 1983 في أوكرانيا، هي لاعبة كرة يد أوكرانية تلعب كمحور. مثلت منتخب أوكرانيا لكرة اليد للسيدات.

## سجل المنافسة
شاركت في البطولات التالية:
- بطولة أوروبا لكرة اليد للسيدات 2012
- بطولة أوروبا لكرة اليد للسيدات 2014